# Govern de les Illes Balears 1995-1999
El Govern de les Illes Balears de la quarta legislatura (1995-1999) fou un govern monocolor del Partit Popular, ja que aquest partit polític obtingué la majoria absoluta a les eleccions al Parlament de les Illes Balears de 1995. No obstant aquesta majoria còmoda, la legislatura no fou gens tranquil·la, ja que, en quatre anys, s'arribaren a tenir tres presidents. Al mes de tornar a prendre possessió del càrrec, Gabriel Cañellas, imputat per corrupció arran del cas Túnel de Sóller, fou obligat a dimitir pel llavors cap del PP estatal, José María Aznar. Fou substituït per Cristòfol Soler, un home una mica desconegut i de marcat caràcter regionalista i sensible a polítiques de protecció de la cultura i de la llengua pròpies que, quan va voler remodelar el seu executiu va veure censurada la seva acció de govern pel seu mateix partit. Es veié forçat a dimitir i el succeí Jaume Matas, que remodelà profundament el gabinet autonòmic.
Estigué en funcions des del 3 de juliol de 1995 fins al 28 de juliol de 1999.

## Composició
| Presidents: Gabriel Cañellas Fons (PP) (des de 1 de juliol de 1995) Cristòfol Soler Cladera (PP) (des de 1 d'agost de 1995) Jaume Matas Palou (PP) (des de 18 de juny de 1996) |

| Departament                                     | Titulars                         | Titulars                         | Titulars                         | Titulars                         | Titulars                       | Titulars                       |
| ----------------------------------------------- | -------------------------------- | -------------------------------- | -------------------------------- | -------------------------------- | ------------------------------ | ------------------------------ |
| Departament                                     | 3 de juliol de 1995              | 2 d'agost de 1995                | 20 de maig de 1996               | 18 de juny de 1996               | 20 de març de 1997             | 12 de juny de 1997             |
| Vicepresidència                                 | Rosa Estaràs Ferragut (PP)       | Rosa Estaràs Ferragut (PP)       | Rosa Estaràs Ferragut (PP)       |                                  |                                |                                |
| Presidència                                     |                                  |                                  |                                  | Rosa Estaràs Ferragut (PP)       | Rosa Estaràs Ferragut (PP)     | Rosa Estaràs Ferragut (PP)     |
| Governació                                      | Catalina Cirer Adrover (PP)      | Catalina Cirer Adrover (PP)      |                                  |                                  |                                |                                |
| Economia i Hisenda                              | Jaume Matas Palou (PP)           | Jaume Matas Palou (PP)           | Jaume Matas Palou (PP)           | Antoni Rami Alós (PP)            | Antoni Rami Alós (PP)          | Antoni Rami Alós (PP)          |
| Funció Pública                                  | José Antonio Berastain Díez (PP) | José Antonio Berastain Díez (PP) | José Antonio Berastain Díez (PP) | José Antonio Berastain Díez (PP) | Manuel Ferrer Massanet (PP)    | Pilar Ferrer Vanrell (PP)      |
| Cultura, Educació i Esports                     | Bartomeu Rotger Amengual (PP)    | Bartomeu Rotger Amengual (PP)    | Bartomeu Rotger Amengual (PP)    | Joan Flaquer Riutort (PP)        | Joan Flaquer Riutort (PP)      | Manuel Ferrer Massanet (PP)    |
| Agricultura i Pesca                             | Marià Socias Morell (PP)         | Marià Socias Morell (PP)         | Marià Socias Morell (PP)         |                                  |                                |                                |
| Agricultura,Comerç i Indústria                  |                                  |                                  |                                  | Josep Juan Cardona (PP)          | Josep Juan Cardona (PP)        | Josep Juan Cardona (PP)        |
| Comerç i Indústria                              | Cristòfol Triay Humbert (PP)     | Guillem Camps Coll (PP)          | Guillem Camps Coll (PP)          |                                  |                                |                                |
| Sanitat i Seguretat Social                      | Bartomeu Cabrer Barbosa (PP)     | Bartomeu Cabrer Barbosa (PP)     | Bartomeu Cabrer Barbosa (PP)     | Francesc Fiol Amengual (PP)      | Francesc Fiol Amengual (PP)    | Francesc Fiol Amengual (PP)    |
| Treball i Formació                              |                                  |                                  |                                  | Guillem Camps Coll (PP)          | Guillem Camps Coll (PP)        | Guillem Camps Coll (PP)        |
| Obres Públiques i Ordenació del Territori       | Bartomeu Reus Beltran (PP)       | Bartomeu Reus Beltran (PP)       | Bartomeu Reus Beltran (PP)       | Joan Verger Pocoví (PP)          | Joan Verger Pocoví (PP)        | Joan Verger Pocoví (PP)        |
| Turisme                                         | Joan Flaquer Riutort (PP)        | Joan Flaquer Riutort (PP)        | Joan Flaquer Riutort (PP)        | José María González Ortea (PP)   | José María González Ortea (PP) | José María González Ortea (PP) |
| Medi Ambient, Ordenació del territori i Litoral |                                  |                                  |                                  | Bartomeu Reus Beltran (PP)       | Bartomeu Reus Beltran (PP)     | Miquel Ramis Socías (PP)       |

També fou conseller, però sense cartera, Lluc Prats Ribas, del 3 de juliol de 1995 al 18 de juny de 1996.